# Abriachan
Abriachan (Schots-Gaelisch: Obar Itheachan) is een dorp in de lieutenancy area Inverness in de Schotse Hooglanden en bevindt zich in de hoogtes boven de westelijke oever van Loch Ness. Abriachan telt een bevolking van rond de 120 personen.
Het postkantoor van Abriachan werd geopend op 25 juli 1882 en is gesloten op 8 april 2008.